# Premio Amparo Dávila
El Premio Bellas Artes de Cuento San Luis Potosí «Amparo Dávila» es un galardón literario mexicano fundado en 1974, por el Instituto Nacional de Bellas Artes y el Gobierno del Estado de San Luis Potosí, con el objetivo de detectar y fomentar nuevos talentos en el género del cuento. En su edición inaugural, el jurado estuvo compuesto por Juan Rulfo, Juan de la Cabada y Miguel Donoso, quienes otorgaron el galardón a Eraclio Zepeda por el libro Asalto nocturno y otros cuentos; ese mismo año, recomendaron la publicación de varias obras destacadas; entre ellas, Fuera del ring, de Guillermo Samperio y Sin morir del todo, de Poli Délano. 
Hasta 2017, el certamen se denominó Premio Bellas Artes de Cuento San Luis Potosí. Sin embargo, en 2018 adoptó el nombre de Premio Bellas Artes de Cuento «Amparo Dávila» y, ese mismo año, la convocatoria incluyó no solo obras en español, sino también en cualquiera de las lenguas originarias registradas en el Catálogo de Lenguas Indígenas Nacionales.

## Relevancia cultural
La escritora Amparo Dávila empleó el cuento fantástico —aquellos escenarios donde lo sobrenatural y lo extraño dialoga con lo cotidiano— como espejo de la condición femenina y de las preocupaciones del alma mexicana. Su narrativa explora espacios de desasosiego, soledad, locura y vulnerabilidad, especialmente desde perspectivas íntimas y femeninas, usando una prosa que no elude el horror psicológico sino que lo convierte en belleza estética.
Quizá por ello, además de su consagración temprana con el Premio Xavier Villaurrutia en 1977, su obra solo fue adquiriendo valor con el tiempo, consolidándose finalmente en el canon de la literatura mexicana del siglo XX ya entrados en el nuevo milenio, cuando su literatura está más vigente que nunca.
Al renombrar el premio en 2018 con su nombre, se reivindica su creación narrativa y se reconoce su influencia en nuevas generaciones de cuentistas. Al abrirse a obras escritas en lenguas indígenas, se hace eco de esa sensibilidad por lo históricamente marginal y diverso, extendiendo su visión incluyente del relato.

## Ganadores
A continuación, se cita la lista de ganadores hasta la actualidad.
- 1974 - Eraclio Zepeda: Asalto nocturno
- 1975 - Poli Délano: Dos lagartos en una botella
- 1976 - Ignacio Betancourt: De cómo Guadalupe bajó a la montaña y todo lo demás
- 1977 - Alberto Huerta: Ojalá estuvieras aquí
- 1978 - Agustín Monsreal: Los ángeles enfermos
- 1979 - Gerardo María: Fábrica de conciencias descompuestas
- 1980 - Roberto Bravo: No es como usted dice
- 1981 - Alberto Enríquez: Hoy las violetas duermen
- 1982 - Eloy Pineda: Vuelo de bailarina en Stin
- 1983 - Sergio Bufano: Cuentos de guerra sucia
- 1984 - Ricardo Clark: La ópera y los motores Diesel
- 1985 - Lorenzo León Diez: Los hijos de las cosas
- 1986 - Francisco José Amparán Hernández: Cantos de acción a distancia
- 1987 - Cristina Rivera Garza: La guerra no importa
- 1988 - Bruno Estañol: Ni el reino de otro mundo
- 1989 - Leo Eduardo Mendoza: Relevos australianos
- 1990 - Marco Tulio Aguilera Garramuño: Los grandes y los pequeños amores
- 1991 - Ricardo Chávez Castañeda: La guerra enena del jardín
- 1992 - Eusebio Ruvalcaba: Jueves santo
- 1993 - Francisco Hinojosa: Hética
- 1994 - Humberto Rivas: Los abrazos caníbales
- 1995 - Daniel González Dueñas: La llama de aceite del dragón de papel
- 1996 - Beatriz Espejo: Alta costura
- 1997 - Rodrigo Moya: Cuentos para leer junto al mar
- 1998 - Alejandra Bernal: Naturaleza muerta (cinco cuentos límite)
- 1999 - Alejandro Estivill Castro, Ignacio Padilla, Eloy Urroz y Jorge Volpi: Variaciones sobre un tema de Faulkner
- 2000 - Mauricio Molina: Fábula rasa
- 2001 - Luis Felipe Lomelí: Todos santos de California
- 2002 - Alberto Chimal: Estos son los días
- 2003 - Luis Felipe Hernández: De cuerpo entero
- 2004 - Agustín Cadena: Extraños
- 2005 - Jaime Muñoz Vargas: Leyenda Morgan
- 2006 - Armando Vega Gil: Cuenta regresiva
- 2007 - Pedro Damián Bautista: La soledad de los grandes establecimientos comerciales
- 2008 - Edgar Omar Avilés: Era etérea la materia
- 2009 - Edmée Pardo Murray: Encender el mundo
- 2010 - Armando Gutiérrez Méndez: El rehilete
- 2011 - César Silva Márquez: Hombres de nieve
- 2012 - Gabriel Rodríguez Liceaga: Perros sin nombre
- 2013 - José Miguel Tomasena Glennie: ¿Quién se acuerda del polvo de la casa de Hemingway?
- 2014 - Lorel Manzano: Acá pura matanza
- 2015 - Aura Penélope Córdova: Panteón familiar
- 2016 - Mauricio Carrera: Infidelidad
- 2017 - Adán Medellín: Blues vagabundo
- 2018 - Elpidia García: El hombre que mató a Dedos Fríos y otros relatos
- 2019 - Sergio Alberto Mendoza Hernández: Habitaciones
- 2020 - Nestor Pinacho: Los Mártires Errantes
- 2021 - Claudia Reina: 1% monstruo
- 2022 - Elma Correa: Lo simple[6]
- 2023 - Eduardo Pérez Espinosa: Tercera cuerda
- 2024 - Demian Marín: Historias corporales
- 2025 - Sergio Arroyo: Matrikaria